# Бухта (трос)
Бу́хта (от нидерл. bocht — «гнуть») — трос, уложенный кольцами. Когда верёвки и тросы не используют, их необходимо бухтовать и бережно хранить, чтобы при необходимости их можно было бы быстро использовать, не тратя время на распутывание. Трёхпрядную верёвку всегда бухтуют кругами по часовой стрелке, а плетёную — восьмёрками.

## Разновидности

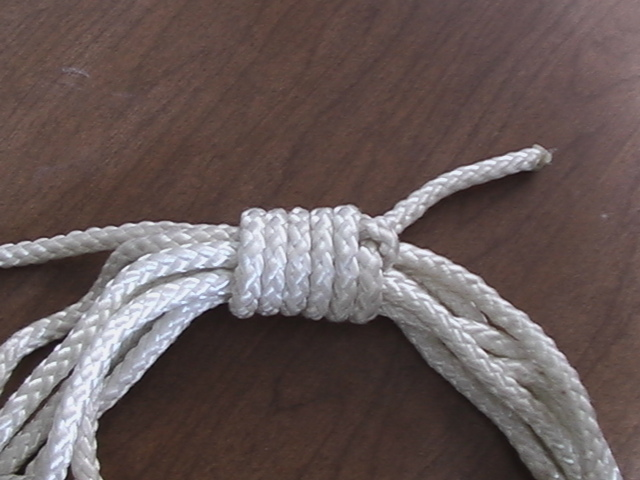
Маркировочный узел на бухте альпинистской верёвки
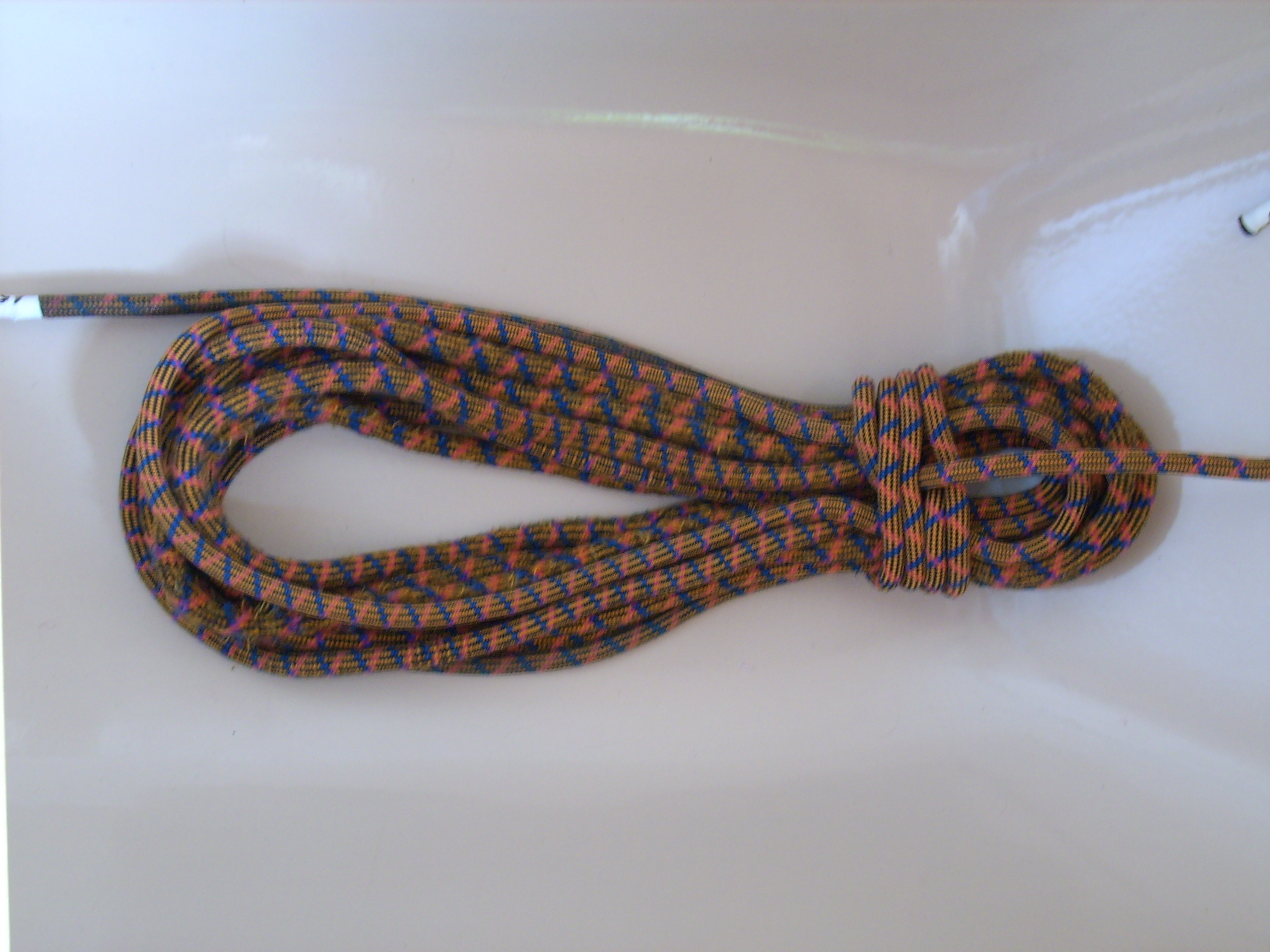
Сбухтованная пожарным способом альпинистская верёвка
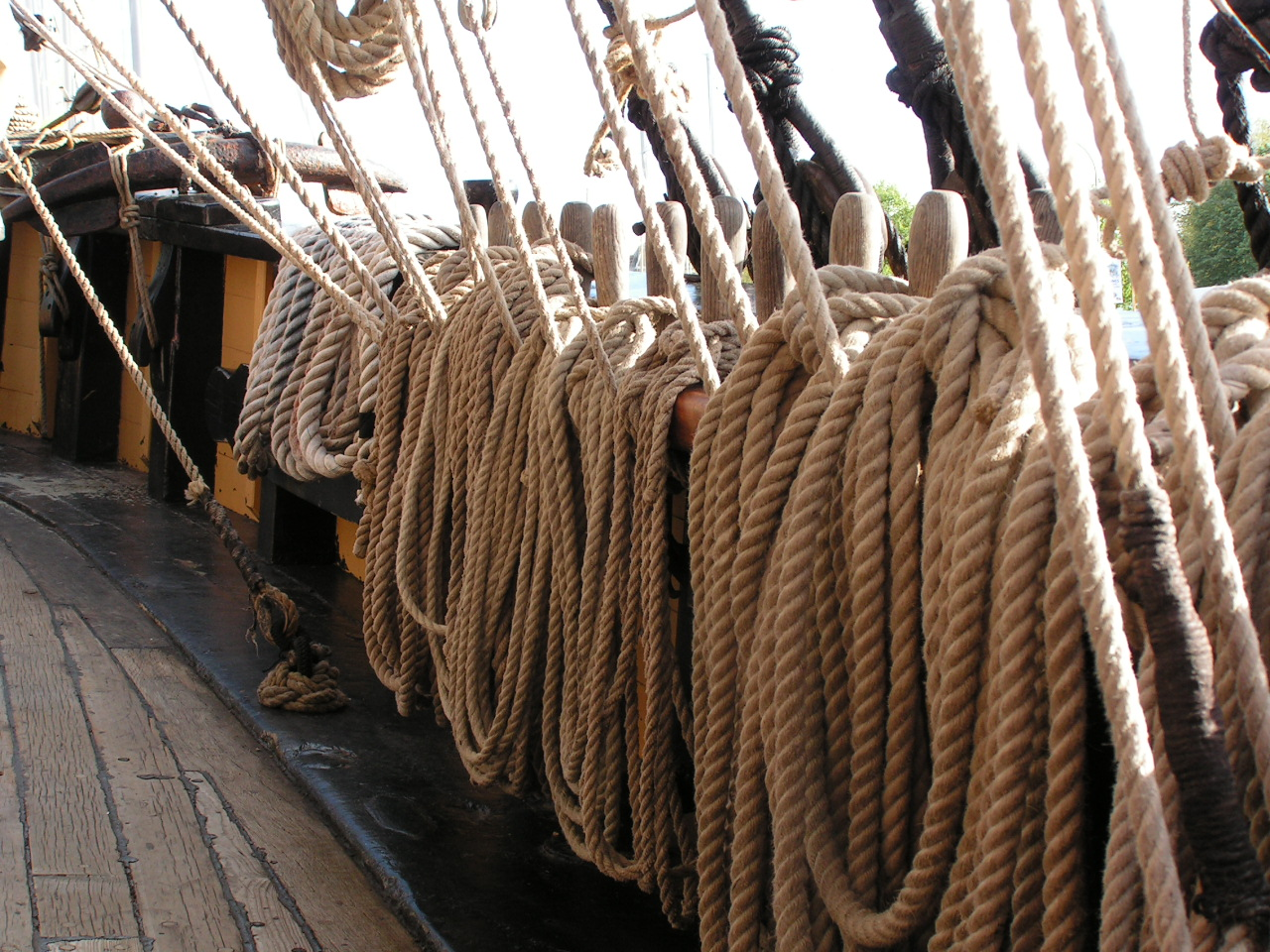
Бухты троса на парусном корабле
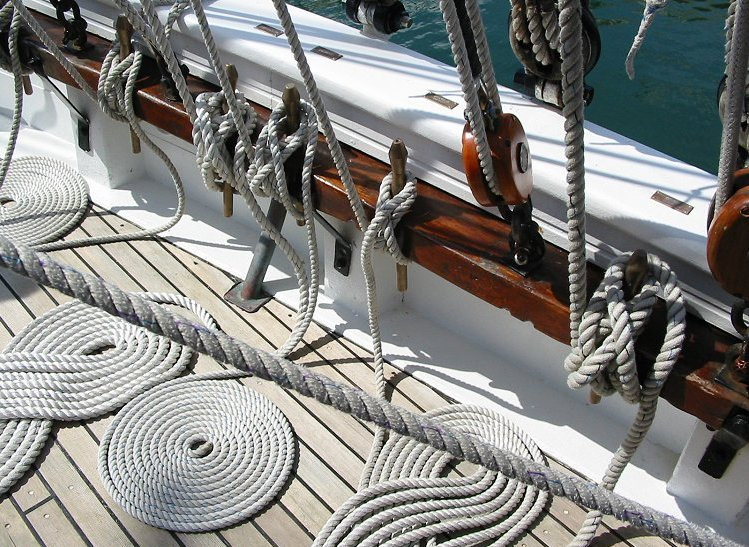
Бухты троса «бегучего» такелажа, уложенные кольцами и восьмёрками на палубе парусного корабля

В пожарном деле
- «Пожарная бухта»[7] (англ. fireman’s coil[8] — «бухта пожарного») — сложить трос кольцами; сделать колы́шку; вдеть петлю в колышку
- Сложить трос кольцами; концом обвязать бухту выбленочным узлом

В морском деле
- Сложить трос кольцами[9]
- Сложить трос кольцами; закрепить концы[10]
- Сложить трос восьмёрками; сделать шлаги вокруг бухты[11]
- Сложить трос кольцами; сделать шлаги вокруг бухты; вдеть петлю в бухту и обернуть; затянуть[12]
- Сложить трос кольцами; сложить конец вдвое, и обернув бухту вдеть петлю внутрь[13][14]
- Сложить трос кольцами и концы бухты закрепить двойным узлом звонаря[15]
- На одном конце, на котором подвешивают бухту при помощи коровьего узла за нагель, сделать колышку, а другой конец вставить в колышку, обернуть нагружаемый конец, и вставить в колышку опять, завязав португальский булинь[16]
- Большую бухту складывают кольцами и крепят четырьмя-пятью схватками[17]
- Бросательный конец перед выброской укладывают петлями на палубе[18]

В альпинизме
- «Маркировочный узел»[19][20][21][22] — сложить альпинистскую верёвку кольцами; сделать затягивающуюся удавку вокруг бухты
- Сложить верёвку петлями; сложить петли вдвое; обернуть бухту шлагами. Существуют несколько способов затягивания бухты: а) вдеть конец в бухту; б) вдеть петлю в бухту; в) сделать колышку, вдеть петлю в колышку; г) сделать колышку, вдеть 2 конца в колышку для переноски бухты на спине
- Скорый способ — сложить верёвку вдвое; сложить петлями; сложить бухту вдвое; обернуть бухту шлагами

В спелеотуризме
- Верёвку оборачивают вокруг коленей и ступней; концы закрепляют прямым узлом вокруг бухты[23][24]